# がんばらんば
「がんばらんば」は、さだまさし作詞・作曲の歌。2006年4月からNHKの歌番組『みんなのうた』で放送された。標準語で「頑張らなければ」の意味。
同曲を使った長崎県民の健康増進を願って2008年3月に長崎県により発表された県民体操も、この名前で呼ばれる。初級から上級まで3つの振り付けがある。

## 概要
歌詞の全てが、さだの出身地である長崎弁で綴られている。曲の一部に長崎県のわらべ歌である「でんでらりゅう」や、キャロルの「荒野の果てに」を使用している。他にも、ラップにも挑戦している。CDなどには長崎弁バージョンと書かれている。CD発売時点では長崎弁バージョンしか存在しなかったが、2008年にフォーチュン・キャッツによる群馬弁バージョンが発売された。なお、標準語バージョンは「日本語訳」と書かれている。これはさだが普段から長崎弁に対しての標準語を日本語と言うためである。ちなみに、さだのファンクラブの会報では各地のファンが地元の方言に訳した歌詞が掲載された。
さだもこの曲を作った時にアルバムに収録しようと思ったが、前後の曲と変化がありすぎるためにこの時点でのCD化は見送られた。（後に『さだまさしベスト3〜讃』に収録されている。）
しかしNHKが子供に対していい曲だと考え、『みんなのうた』で放送されるようになった。
さだの『みんなのうた』出演は2000年以来、6年ぶり2回目となった。
『みんなのうた』の放送におけるアニメーションは吉良敬三が手掛け、CGは飯田力が手掛けた。映像では、お地蔵さんがラップと大縄跳びに挑戦した。背景には、日本の伝統紋様の七宝や麻の葉などを使用している。
『横浜から突然生放送! 大型連休もさだまさし』でも放送された。
シングル盤（CD）のほかにも、さだがチャイナ服にサングラスで歌うシングルDVDも発売された。
プロモーションビデオなどやコンサートの際のバックダンサーは、長崎市のダンススクールR-PROJECT DANCE STUDIOが担当している。
『ドォーモ』（KBC）の2006年4月エンディングテーマにもなった。
2006年5月10日に本曲のPVと体操講座を収録したDVDが発売された。ライナーノーツには、さだが自らPVで扮した人物の履歴を紹介している。
2009年のさだのアルバム『美しい朝』にはこの曲を改作した「がんばらんばMottto」が収録され、『今夜も生でさだまさし』シリーズのオープニングテーマにも一時期用いられた。

## 収録曲
この時期に発表したさだの作品はすべて作詞ではなく「作詩」とクレジットされている。
| 全作詞・作曲: さだまさし、全編曲: 倉田信雄。 |                                        |            |            |      |
| #                                            | タイトル                               | 作詞       | 作曲・編曲 | 時間 |
| 1.                                           | 「がんばらんば」(長崎弁バージョン)     | さだまさし | さだまさし | 3:31 |
| 2.                                           | 「がんばらんば」(オリジナル・カラオケ) | さだまさし | さだまさし | 3:31 |
| 合計時間:                                    | 合計時間:                              | 7:02       |            |      |